# Haptanthus hazlettii
Genre
Espèce
Haptanthus hazlettii est une espèce d'arbres de la famille des Buxaceae. Il s'agit de l'une des plus rares que l'on puisse trouver sur Terre, à l'exception peut être de Pennantia baylisiana dont un seul exemplaire est connu dans la nature sur une île de Nouvelle-Zélande. Jusque très récemment il n'existait que deux spécimens d'Haptanthus hazlettii conservés dans des herbiers aux États-Unis et au Honduras. Un exemplaire vivant a été impossible à localiser ces trente dernières années dans son milieu naturel en dépit de cinq expéditions organisées dans ce but. Finalement, le 23 avril 2010, un pied est apparu dans les jumelles de deux botanistes russes partis à sa recherche.
En raison de sa localisation au Honduras et de sa rareté, cet arbre n'a naturellement pas de nom vernaculaire en français ou en anglais.

## Description
L'Haptanthus est un petit arbre à feuillage persistant apparenté au buis vivant dans les forêts tropicales humides du Honduras. Arbre modérément ramifié avec des branches irrégulières et recourbées vers le sol. Feuilles opposées à court pétiole, ovales-lancéolées, acuminées, d'une vingtaine de centimètres, munies d'une forte nervure centrale et de nervures latérales alternes. Limbe entier à légèrement sinueux. Les inflorescences se développent à l'aisselle des feuilles anciennes, sur les branches les plus élevées bénéficiant du meilleur ensoleillement.

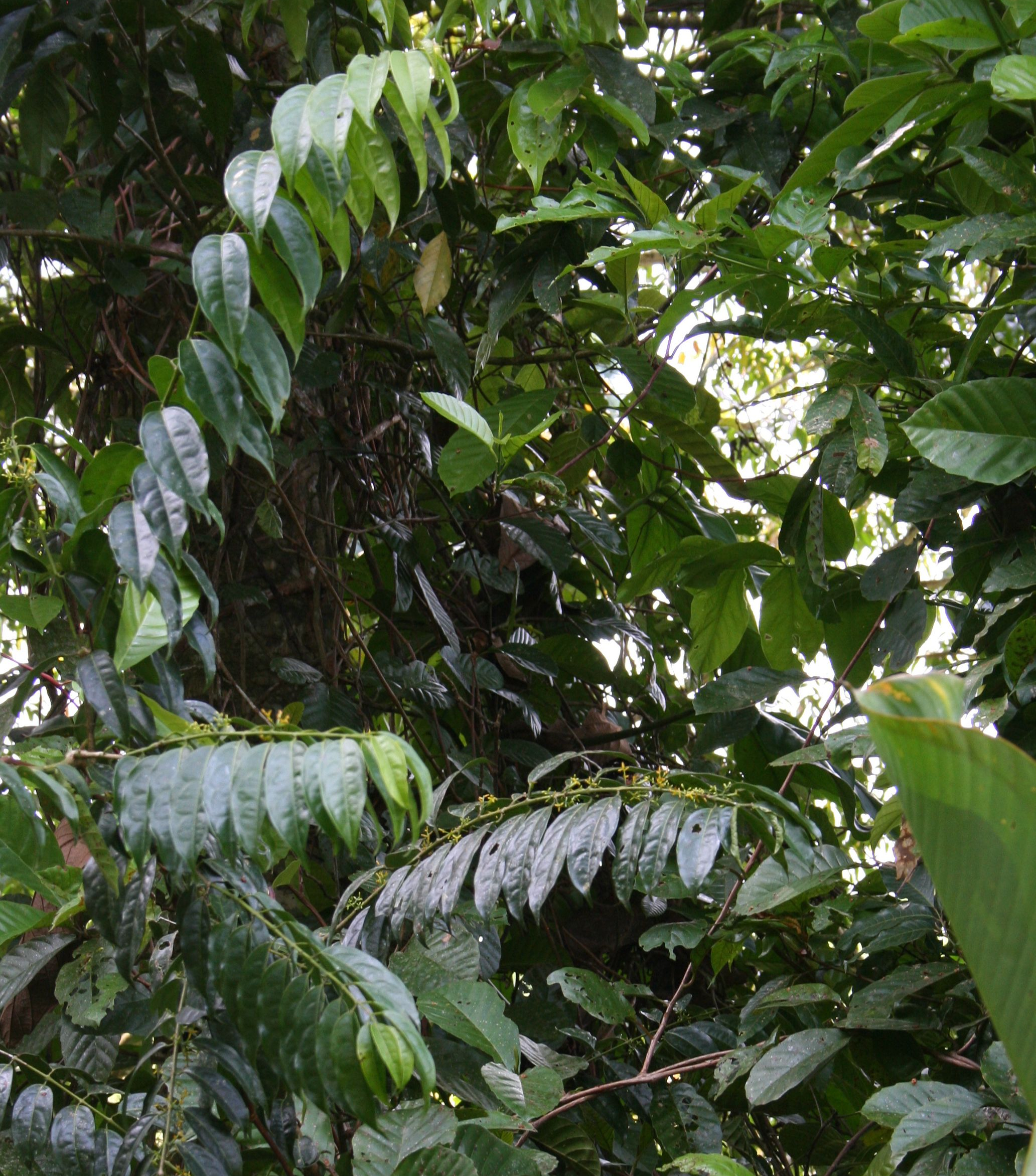
Feuilles d’Haptanthus hazlettii.
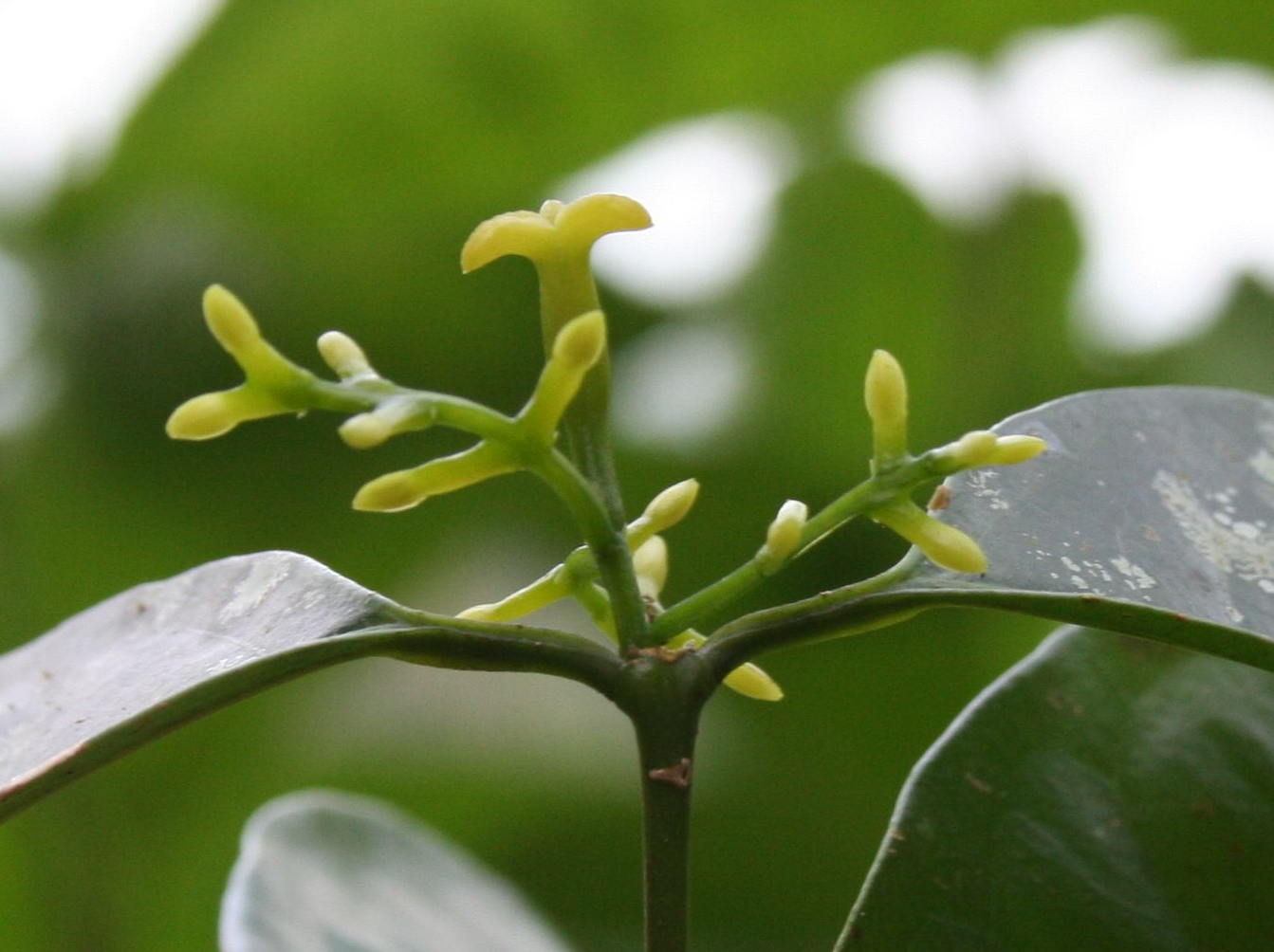
Pistil et étamines d' Haptanthus hazlettii.

## Histoire de la redécouverte

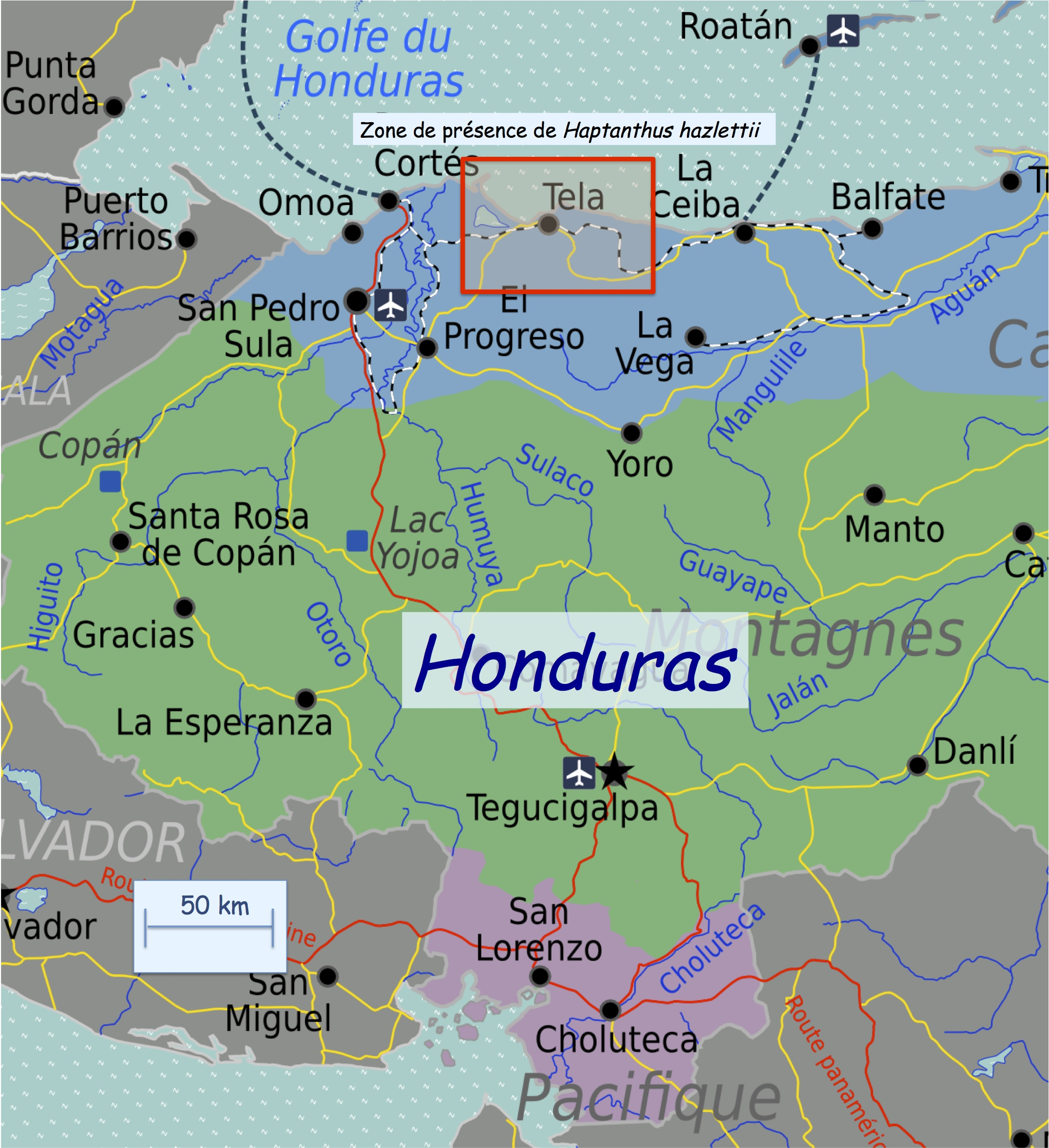
Zone de présence de Haptanthus hazlettii au nord du Honduras

Haptanthus hazlettii n'a été trouvé que le long de la rivière de Matarras, située près de la ville de Tela dans le nord du Honduras. C'est l'unique espèce connue à ce jour du genre Haptanthus. Cet arbre a été découvert par hasard en 1980 et décrit en 1989 comme une nouvelle espèce dans un nouveau genre. Dans les années suivantes la zone de sa découverte a été transformée en terrain de pâture et l'espèce a été considérée comme probablement éteinte.
Il n'existait que deux échantillons conservés sous forme de planches dans des herbiers, l'un au jardin botanique du Missouri, l'autre au jardin botanique Lancetilla à Tela au Honduras . Ces deux spécimens séchés se sont révélés insuffisants pour effectuer une analyse moléculaire nécessaire au rattachement de l'arbre à la classification botanique. Cinq expéditions furent organisées pour tenter de le retrouver dans la nature et collecter des spécimens, toutes sans succès . Il avait été placé dans sa propre famille Haptanthaceae, mais ce taxon est considéré comme douteux dans APG (Stevens, P. F., Angiosperm Phylogeny Website)
En 2010 deux biologistes russes, installés aux États-Unis à l'université d'État de Minot au Dakota du Nord, Alexey Shipunov et Ekaterina Shipunova, mirent sur pied une nouvelle expédition de recherche dans la zone la plus probable où l'on pouvait espérer retrouver des exemplaires. Le dernier jour de l'exploration, lors d'un examen aux jumelles ils localisèrent un arbre sur pied sur une pente abrupte au bord d'une rivière. A l'aide des coordonnées GPS du lieu, un groupe du jardin botanique Lancetilla parvint dans les deux mois suivants à retrouver une vingtaine d'autres exemplaires et à ramener quelques branches pour en faire des boutures. L'analyse ADN à partir d'un fragment de près de 600 paires de bases a permis de placer cette espèce dans la famille du buis (Buxaceae). Aujourd'hui on n'en connaît encore ni la graine, ni les fruits, ni le mode de pollinisation, mais c'est maintenant une question de mois.

### GenreHaptanthus
- (en) GRIN : genre Haptanthus  Goldberg & C. Nelson (+liste d'espèces contenant des synonymes) (consulté le 2 septembre 2013)
- (en) NCBI : Haptanthus (taxons inclus) (consulté le 2 septembre 2013)
- (en) The Plant List : Haptanthus  (consulté le 2 septembre 2013)
- (en) Tropicos : Haptanthus Goldberg & C. Nelson  (+ liste sous-taxons) (consulté le 2 septembre 2013)

### EspèceHaptanthus hazlettii
- (en) NCBI : Haptanthus hazlettii (taxons inclus) (consulté le 2 septembre 2013)
- (en) The Plant List : Haptanthus hazlettii Goldberg & C. Nelson  (source : Tropicos.org) (consulté le 2 septembre 2013)
- (en) Tropicos : Haptanthus hazlettii Goldberg & C. Nelson  (+ liste sous-taxons) (consulté le 2 septembre 2013)